# 小林正枝
小林 正枝（こばやし まさえ、1971年11月8日 - ）は、日本の政治家。
衆議院議員（1期）、新党きづな副幹事長、自由党静岡県総支部連合会代表などを歴任した。

## 略歴
静岡県静岡市清水区（旧清水市）出身。清水市立浜田小学校、清水市立第三中学校、東海大学第一高等学校卒業。1994年3月、東海大学教養学部国際学科卒業。ニューヨーク州立大学バッファロー校へ留学。その後オハイオ州立大学大学院政治学部に合格するが、進学していない。
帰国後、衆議院議員と参議院議員をつとめた松田岩夫の事務所に勤務した。2008年、小沢一郎政治塾を第7期生として修了。
2009年3月29日の静岡市議会選挙に無所属で出馬（清水区）するも最下位で落選した。
2009年8月30日の第45回衆議院議員総選挙に、比例東海ブロック単独39位で立候補し初当選。2011年2月17日民主党政権交代に責任を持つ会に入会。平成23年度予算案の衆院本会議に欠席した造反16人のうちの1人。2011年12月28日に民主党に離党届を提出した（民主党は2012年2月7日の常任幹事会で離党届を受理せず除籍処分とすることを決定した）。2012年1月5日に内山晃らと共に『新党きづな』を結成し、党務担当の副幹事長に就任した。
2012年11月、国民の生活が第一に合流した。同年12月16日の第46回衆議院議員総選挙に日本未来の党公認で静岡4区から出馬するも、落選。
2018年には日吉雄太の離党後空席となっていた自由党静岡県総支部連合会の代表に就任したが、その後日吉の自由党復党に伴い12月上旬頃に退任している。